# Farces et moralités

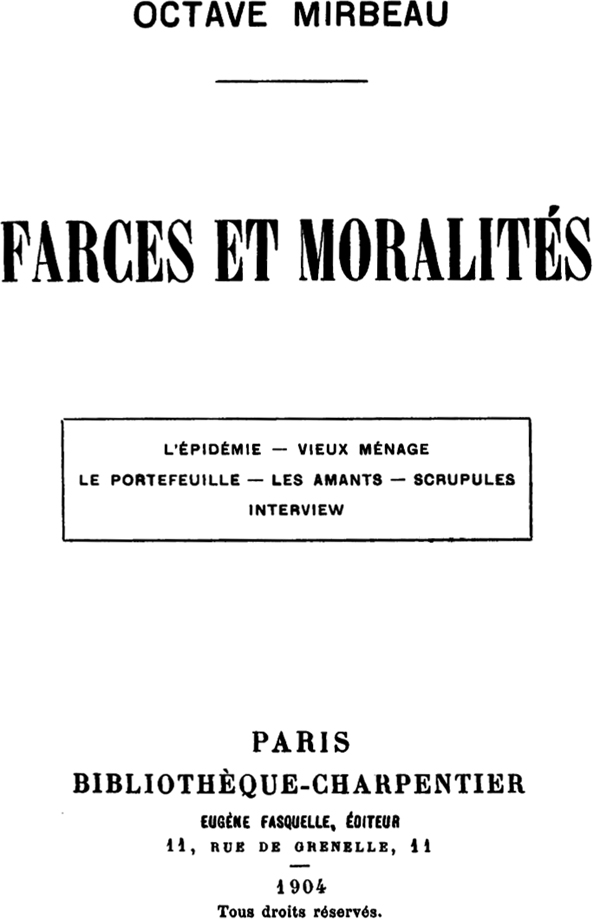
Karta tytułowa wydania z 1904

Farces et moralités (Farsy i moralitety) – zbiór sześciu komedii Octave’a Mirbeau z 1904.
Oktawiusz Mirbeau jest autorem sześciu jednoaktówek, które swoim nowatorstwem antycypują teatr Harolda Pintera, Eugène’a Ionesco i Bertolda Brechta. 
- Stare małżeństwo (Vieux ménages) ukazuje piekło małżeńskie, poddając ostrej krytyce zafałszowany mieszczański świat.
- Kochankowie (Les Amants) są groteskową demistyfikacją pseudoromantycznej miłości. Autor drwi z napuszonego języka, za którym kryje się egzystencjalna pustka.

- Skrupuły (Scrupules), Epidemia (L'Épidémie) oraz Portfel (Le Portefeuille) należą do sztuk politycznie zaangażowanych i wpisują się w nurt teatru społecznego buntu, zapoczątkowanego u schyłku XIX wieku. Epidemia jest protoekspresjonistyczną groteską, która ukazuje bezdusznych mieszczuchów dbających jedynie o własne interesy i brzuchy. Portfel i Skrupuły ośmieszają absurdalne prawo: w pierwszej z tych fars uczciwy kloszard, który znalazł pokaźną sumę pieniędzy, zostaje uwięziony z powodu braku zameldowania, w drugiej zaś ujawnia autor  przestępczy charakter ustroju, w którym kradzież jest podstawową cnotą.
- W Wywiadzie (Interview) Mirbeau bezlitośnie atakuje prasę brukową, która żywi się prymitywnymi tematami.

## Tłumaczenie polskie
- Tomasz Kaczmarek, Farsy i moralitety Octave’a Mirbeau Francuski teatr anarchistyczny, Wydawnictwo Uniwersytetu Łódzkiego, 2015.